# Крылов (Заветинский район)
Крылов — хутор в Заветинском районе Ростовской области. Входит в состав Шебалинского сельского поселения.
Население - 155 (2010)

## История
Дата основания не установлена. Хутор Крылов впервые обозначен на карте Земли войска Донского авторства Богдановича 1833 года
Согласно Списку населённых мест Земли Войска Донского по данным за 1859 год хутор относился к юрту станицы Верхне-Курмоярской, входившей в состав Второго Донского округа Земли Войска Донского. Хутор располагался на значительном удалении от станицы: расстояние до станицы составляло 120 вёрст. В хуторе имелось 12 дворов, проживало 47 мужчин и 48 женщин.
К 1897 году хутор был отнесён к юрту станицы Атаманской Сальского округа Области войска Донского. Согласно первой Всероссийской переписи населения 1897 года в хуторе проживало 368 душ мужского пола и 365 душ женского пола.

## Физико-географическая характеристика
Хутор расположен в степи в пределах западной покатости Ергенинской возвышенности, относящейся к Восточно-Европейской равнине, на правом берегу реки Кара-Сал, чуть выше устья балки Чёрная, на высоте — 74 метра над уровнем моря. Рельеф местности холмисто-равнинный, осложнён балками и оврагами. Почвы комплексные: распространены каштановые солонцеватые и солончаковые почвы и солонцы (автоморфные).
По автомобильным дорогам расстояние до областного центра города Ростова-на-Дону составляет 390 км, до районного центра села Заветное — 55 км. К хутору имеется подъезд от региональной автодороги Заветное - Дубовское.
Для хутора, как и для всего Заветинского района характерен континентальный, засушливый климат, с жарким летом и относительно холодной и малоснежной зимой (согласно классификации климатов Кёппена - Dfa). 
Часовой пояс
Крылов, как и вся Ростовская область, находится в часовой зоне МСК (московское время). Смещение применяемого времени относительно UTC составляет +3:00.

### Улицы
- ул. Степная,
- проезд Победы.

## Население
Динамика численности населения
| 1859 | 1897 | 1914 | 1926 | 2002 |
| ---- | ---- | ---- | ---- | ---- |
| 95   | 733  | 934  | 782  | 195  |

| 2010 |
| ---- |
| 155  |